# الآرامية الإمبراطورية
الآرامية الإمبراطورية هي مصطلح لغوي ابتكره العلماء الحديثون للإشارة إلى نوع تاريخي معين من اللغة الآرامية. المصطلح متعدد الدلالات، حيث يستخدم بمعنيين متميزين: معنى واسع يتعلق باللسانيات الاجتماعية، ومعنى أضيق يتعلق بعلم اللهجات. ولأن معظم الأمثلة الباقية من اللغة وُجدت في مصر، يُشار إليها أيضًا باسم الآرامية المصرية.
بعض العلماء يستخدمون المصطلح للإشارة إلى مرحلة بارزة اجتماعياً في تاريخ اللغة الآرامية، والتي استمرت من منتصف القرن الثامن قبل الميلاد حتى نهاية القرن الرابع قبل الميلاد. تميزت هذه المرحلة باستخدام الآرامية كلغة للحياة العامة والإدارة في الإمبراطورية الآشورية الحديثة والدول التي خلفتها، مثل الإمبراطورية البابلية الحديثة والإمبراطورية الأخمينية. ويضيف بعض العلماء الاستخدامات اللاحقة للآرامية الإمبراطورية التي استمرت خلال الفترة الهلنستية المبكرة. أما علماء آخرون، فيستخدمون المصطلح بشكل أضيق ليشير فقط إلى الفترة الأخمينية، معتمدين في ذلك على تمييزات لغوية دقيقة بين المرحلة الآشورية والبابلية الحديثة وبين المرحلة الأخمينية الأكثر بروزاً.
نظراً لأن جميع هذه المراحل يمكن تصنيفها بالاعتماد على علم دلالة الألفاظ على أنها "إمبراطورية"، يفضل بعض العلماء استخدام مصطلحات أكثر تحديداً ووضوحاً مثل "الآرامية الآشورية الحديثة" و"الآرامية البابلية الحديثة" للإشارة إلى المراحل الأقدم، و"الآرامية الأخمينية" للمرحلة اللاحقة، لتجنب الالتباس الناتج عن استخدام مصطلح "إمبراطورية" متعدد الدلالات، بما في ذلك دلالاته الاجتماعية اللغوية. توجد قضايا مشابهة تتعلق باستخدام بعض المصطلحات البديلة، مثل "الآرامية الرسمية" أو "الآرامية القياسية"، التي تعرضت أيضًا للنقد بسبب عدم دقتها. هذه المصطلحات تستمر في استخدامها بشكل مختلف من قبل العلماء.
برديات إلفنتين، إلى جانب نصوص مصرية أخرى، تشكل أكبر مجموعة من السجلات المكتوبة باللغة الآرامية التي لا تزال محفوظة حتى اليوم، وتم تجميعها في المرجع القياسي كتاب الوثائق الآرامية من مصر القديمة. خارج مصر، معظم النصوص معروفة من خلال نقوش حجرية أو فخارية منتشرة في مناطق جغرافية واسعة. وفي الآونة الأخيرة، تم اكتشاف مجموعة من الوثائق المصنوعة من الجلد والخشب في باختر، والتي تعرف بوثائق آرامية بخترية.

## الاسم والتصنيف
تم استخدام مصطلح "الآرامية الإمبراطورية" لأول مرة من قبل جوزيف ماركوارت في عام 1927، حيث أطلق على اللغة اسم "Reichsaramäisch". بالألمانية. في عام 1955، لاحظ ريتشارد إن. فراي أنه لا يوجد أي مرسوم حالي يعترف صراحة أو ضمنياً بوضع "اللغة الرسمية" لأي لغة معينة، مما دفعه للتشكيك في تصنيف الآرامية الإمبراطورية. وقد أعاد فراي تصنيف الآرامية الإمبراطورية كلغة تواصل مشتركة مستخدمة في أراضي الإمبراطورية الأخمينية، واقترح أن استخدام اللغة كان أكثر انتشاراً في هذه المناطق مما كان يُعتقد في البداية.

## التاريخ
استقر المتحدثون الأصليون للغة الآرامية، وهم الآراميون، بأعداد كبيرة في بابل وبلاد ما بين النهرين العليا خلال فترتي الإمبراطورية الآشورية الحديثة والإمبراطورية البابلية الحديثة. وقد أدى هذا التدفق الكبير للمستوطنين إلى اعتماد الآرامية كلغة تواصل مشترك في الإمبراطورية الآشورية الحديثة. بعد غزو الأخمينيين لبلاد ما بين النهرين في عام 539 قبل الميلاد، استمر الأخمينيون في استخدام الآرامية كلغة للمنطقة، وزادوا من انتشارها من خلال جعلها اللغة الإمبراطورية الموحدة (ومن هنا جاء مصطلح "الآرامية الإمبراطورية")، لتكون وسيلة للتواصل المكتوب بين المناطق المختلفة للإمبراطورية الواسعة بشعوبها ولغاتها المتعددة. وقد تم اعتبار تبني لغة رسمية موحدة لهذه المناطق سببًا في النجاح غير المسبوق للأخمينيين في الحفاظ على امتداد إمبراطوريتهم لفترة من الزمن.

## الإرث والتأثير
تطور الأبجديات في منطقة البحر الأبيض المتوسط ينقسم عادة إلى قسمين رئيسيين: الأبجديات المشتقة من الفينيقية في الغرب، والتي تشمل منطقة البحر الأبيض المتوسط (مثل الأناضول، اليونان، وشبه الجزيرة الإيطالية)، والأبجديات المشتقة من الآرامية في الشرق، والتي تشمل بلاد الشام، بلاد فارس، آسيا الوسطى، وشبه القارة الهندية. نشأت الأبجديات المشتقة من الفينيقية حوالي القرن الثامن قبل الميلاد، بينما تطورت الأبجديات المشتقة من الآرامية من الكتابة الآرامية الإمبراطورية حوالي القرن السادس قبل الميلاد. بعد سقوط الإمبراطورية الأخمينية، فقدت الكتابة الآرامية الإمبراطورية وحدتها، وتحولت إلى عدة نسخ كُتُبِية. نصوص الآرامية، بما في ذلك الكلمات والرموز المستخدمة كرموز تعبيرية، استمرت في الظهور كخصائص أساسية لكتابات بلاد فارس البهلوية، والتي تطورت بدورها من الأبجدية المانوية.

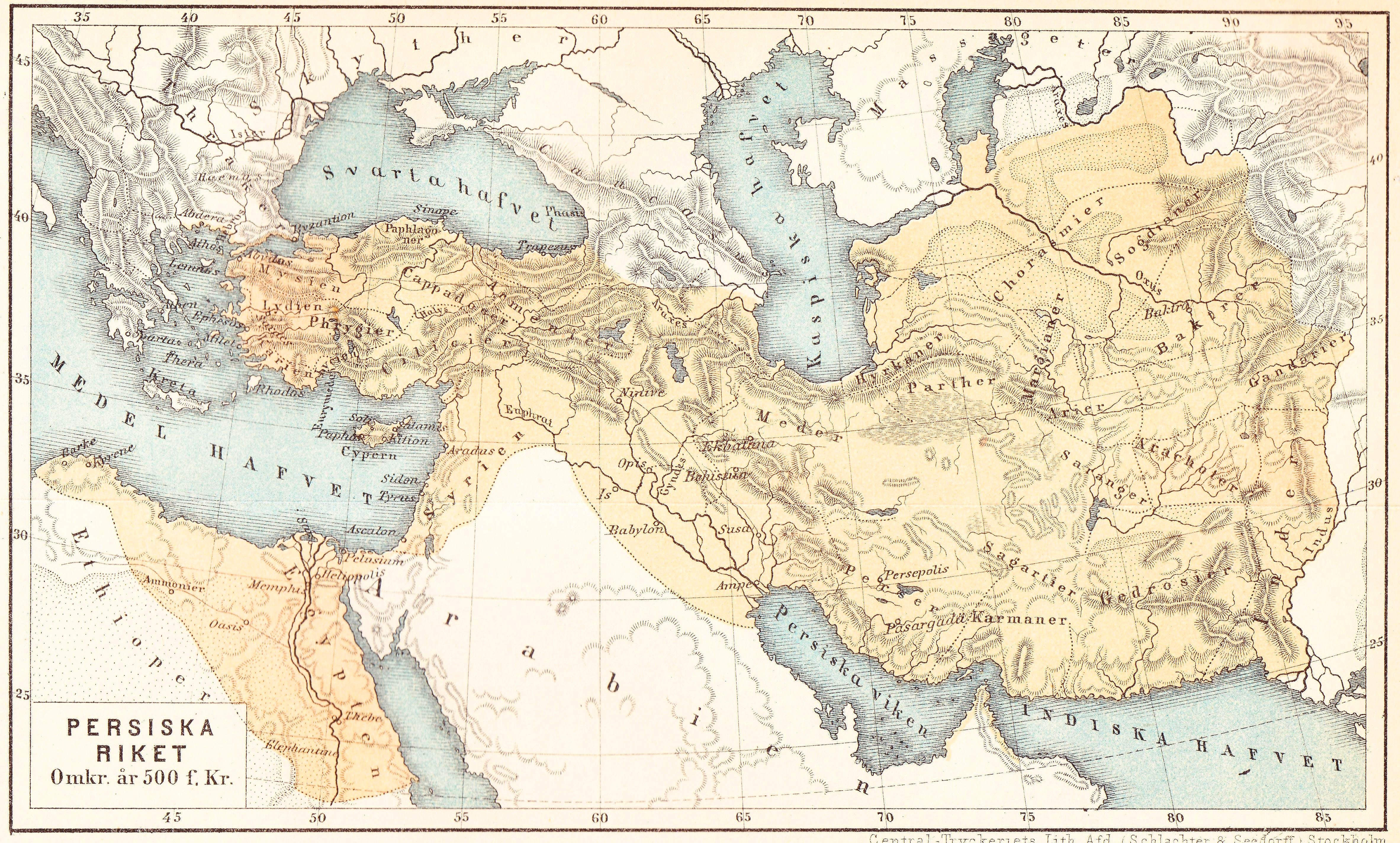
إمتداد الإمبراطورية الأخمينية، تُظهر المناطق المتأثرة بشدة باللغة الآرامية الإمبراطورية.

تؤدي طريقة كتابة الآرامية الإمبراطورية دورًا حيويًا في توحيدها عبر الإمبراطورية الأخمينية، حيث كانت تركز أكثر على الجذور التاريخية بدلاً من اللهجات المنطوقة. نتج عن ذلك درجة عالية من التوحيد في التواصل الكتابي. ظهرت أسلوبان رئيسيان من رموز الآرامية الإمبراطورية: الأسلوب النقشي، الذي كان يُنقش عادةً على مواد متينة مثل الحجر، والأسلوب الخطي، الذي أصبح أكثر استخدامًا. في النهاية، هيمنت الأسلوب الخطي، مما أدى إلى تراجع الأسلوب النقشي بحلول القرن الثالث قبل الميلاد. في المناطق البعيدة عن قلب الإمبراطورية، أثرت الكتابة الآرامية الخطية في تطوير العديد من الأبجديات الأخرى، بما في ذلك الأبجدية السريانية والأبجدية التدمرية والأبجدية المندائية. وضعت هذه الكتابات الأساس لعدة أنظمة كتابة تاريخية في وسط آسيا، مثل الأبجديات الصغدية والمغولية. كما أن خط براهمي، التي يعدّ أساسًا للعديد من المخطوطات البراهمية، بما في ذلك ديوناكري، من المحتمل أن تنحدر من الآرامية الإمبراطورية، حيث جلبت إمبراطورية كورش الكبير حدود الإمبراطورية الفارسية حتى حافة شبه القارة الهندية، مع قيام الإسكندر الأكبر وخلفائه بربط الأراضي من خلال التجارة.

### العبرية
انتهى السبي البابلي بعد أن غزا كورش الكبير بابل. أدى الانتشار الواسع للآرامية الإمبراطورية في المنطقة إلى تبني الأبجدية الآرامية لكتابة اللغة العبرية. قبل تبني الآرامية الإمبراطورية، كانت العبرية تُكتب بالأبجدية العبرية القديمة، التي كانت، إلى جانب الآرامية، منحدرة مباشرة من الفينيقية. تأثرت اللغتان العبرية والآرامية ببعضهما البعض بشكل كبير، حيث انتقلت بعض الكلمات العبرية الدينية مثل "ēṣ" بمعنى "خشب" إلى الآرامية، بينما دخلت بعض المفردات الآرامية العامة مثل "māmmôn" بمعنى "ثروة" إلى المعجم العبري المحلي.
الآرامية الغربية القديمة المتأخرة، المعروفة أيضًا باسم الآرامية اليهودية الفلسطينية القديمة، كانت لغة معروفة تستخدمها المجتمعات اليهودية في منطقة يهودا، وربما نشأت في منطقة بانياس الحولة. بحلول القرن الأول الميلادي، كان سكان يهودا الرومانية لا يزالون يستخدمون الآرامية كلغتهم الرئيسية، إلى جانب اللغة اليونانية المستخدمة في التجارة والإدارة. أقدم مخطوطة لكتاب أخنوخ (حوالي 170 قبل الميلاد) مكتوبة بلهجة الآرامية الغربية القديمة المتأخرة.
ويحتوي العهد الجديد على عدة مصطلحات غير يونانية من أصل آرامي، مثل:
- Talitha (ταλιθα) التي تمثل الاسم "ṭalyĕṯā" (مرقس 5:41).
- Rabbounei (Ραββουνει) التي تعني "سيدي" أو "معلمي" بالعبرية والآرامية (يوحنا 20:16).

## الآرامية النبطية
بدلاً من استخدام لغتهم الأصلية العربية، كان الأنباط يستخدمون الآرامية الإمبراطورية في اتصالاتهم الكتابية، مما أدى إلى تطور الآرامية النبطية من الآرامية الإمبراطورية. أصبحت الأبجدية النبطية المشتقة من الآرامية، والتي كانت ذات طابع معياري وكُتبت بخط مُنسق، الشكل المعتمد لكتابة اللغة العربية في شبه الجزيرة العربية. تطورت هذه الأبجدية لاحقًا لتصبح أبجدية اللغة العربية المستخدمة عند انتشار الإسلام بعد عدة قرون. كانت هناك تأثيرات من اللغة العربية على الآرامية النبطية، مثل بعض الكلمات العربية المستعارة وتحول حرف "ل" إلى "ن" في بعض الحالات. بعد ضم الأنباط إلى الإمبراطورية الرومانية في عام 106 ميلاديًا، تراجعت تأثيرات الآرامية لصالح استخدام اللغة اليونانية العامة المختلطة في الاتصالات الكتابية.

### الكتابة المانوية
انتشر نظام الكتابة الأبجدي المانوي من الشرق الأدنى إلى آسيا الوسطى، حيث وصل إلى حوض تاريم في ما يعرف الآن بجمهورية الصين الشعبية. أدى وجوده في آسيا الوسطى إلى التأثر بالخط الصغدي، الذي يرجع أصله إلى فرع الآرامية السريانية. تزعم تقاليد المانوية أن نبيها المؤسس، ماني، اخترع الأبجدية المانوية بنفسه، وكتب النصوص المانوية الرئيسية. تطورت هذه الكتابة من الأبجدية الآرامية الإمبراطورية، التي كانت لا تزال قيد الاستخدام خلال عصر ماني، أي في السنوات الأولى من الإمبراطورية الساسانية. إلى جانب أنظمة الكتابة الأخرى، تطورت الأبجدية المانوية إلى الخط البهلوي، الذي كان يستخدم لكتابة البهلوية. كما تأثرت عدة لغات أخرى بالمانوية، بما في ذلك: اللغة الفرثية، الصغدية، الباختريان، والإيغورية القديمة.

## يونيكود
الآرامية الإمبراطورية هي مجموعة من الرموز في نظام يونيكود تستخدم لكتابة الآرامية خلال الإمبراطوريات الفارسية الأخمينية.